# 128177 Griffioen
128177 Griffioen este un asteroid din centura principală de asteroizi.

## Descriere
128177 Griffioen este un asteroid din centura principală de asteroizi. A fost descoperit pe 5 septembrie 2003 la Calvin College de A. Vanden Heuvel. Asteroidul prezintă o orbită caracterizată de o semiaxă mare de 2,88 ua, o excentricitate de 0,03 și o înclinație de 7,5° în raport cu ecliptica.